# Siam Philharmonic Orchestra

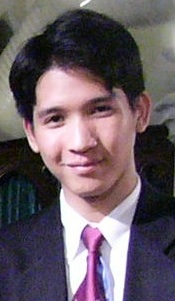
Trisdee na Patalung

Le Siam Philharmonic Orchestra a été créé en 2002, à Bangkok en Thaïlande sous le nom de "Mifa Sinfonietta". Les premiers temps ce n'était qu'un petit orchestre de chambre consacré à former les musiciens thailandais à la musique classique. Ils ont surtout étudié des œuvres de Mozart et de Haydn. En 2003 l'orchestre a accru son autonomie envers la MIFA, l'académie de musique dans lequel cet orchestre est née (qui a été renommé "Bangkok Sinfonietta"). Cependant en 2004, il est devenu clair que l'orchestre n'était plus un sinfonietta puisqu'il exécutait désormais des travaux orchestraux à grande échelle écrit par des compositeurs tels que Brahms et Mahler; pour refléter cette expansion dans son répertoire, ils ont assumé le nom Siam l'Orchestre Philharmonique.
Le Siam Philharmonic Orchestra est le siège de l'Opéra de Bangkok. Le directeur artistique actuel est S.P. Somtow, les conducteurs invité ont inclus Léo Phillips et Linda Cummings. Le conducteur résident actuel est Trisdee na Patalung. L'orchestre s'exécute régulièrement au Centre Culturel thaïlandais.

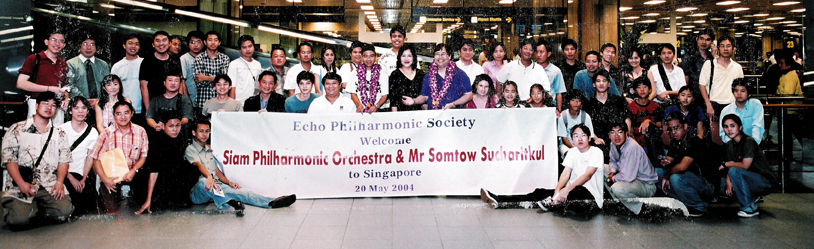
Orchestre philharmonique du Siam et Somtow Sucharitkul

- La Flûte enchantée de Mozart, enregistrée par l'Orchestre philharmonique du Siam dirigé par Trisdee na Patalung
- Ouverture, durée 6 min 36 s
- Marche des Prêtres, 2 min 51 s
- La vengeance de l'Enfer bouillonne dans mon cœur (Der Hölle Rache kocht in meinem Herzen), 3 min 11s